# Stephen Gionta
Stephen Michael Gionta, född 9 oktober 1983 i Rochester, New York, är en amerikansk professionell ishockeyspelare som spelar för det amerikanska ishockeylaget New York Islanders i NHL. Han har tidigare spelat för New Jersey Devils.
Han är bror till Montreal Canadiens forward och lagkapten Brian Gionta.

## Statistik
NAHL = North American Hockey League, USHL = United States Hockey League

### Klubbkarriär
| 1999–00    | Rochester Jr. Americans     | NAHL        | 41 | 11 | 15 | 26 | 56 | —  | — | — | — | — |
| 2000–01    | Team USA                    | USHL        | 16 | 1  | 2  | 3  | 12 | —  | — | — | — | — |
| 2000–01    | U.S. National Under-18 Team | NAHL        | 1  | 0  | 0  | 0  | 0  | —  | — | — | — | — |
| 2001–02    | Team USA                    | USHL        | 3  | 0  | 0  | 0  | 0  | —  | — | — | — | — |
| 2001–02    | U.S. National Under-18 Team | NAHL        | 22 | 2  | 5  | 7  | 33 | —  | — | — | — | — |
| 2002–03    | Boston College Eagles       | Hockey East | 33 | 5  | 10 | 15 | 36 | —  | — | — | — | — |
| 2003–04    | Boston College Eagles       | Hockey East | 41 | 9  | 15 | 24 | 36 | —  | — | — | — | — |
| 2004–05    | Boston College Eagles       | Hockey East | 38 | 8  | 11 | 19 | 44 | —  | — | — | — | — |
| 2005–06    | Albany River Rats           | AHL         | 3  | 5  | 1  | 6  | 2  | —  | — | — | — | — |
| 2005–06    | Boston College Eagles       | Hockey East | 39 | 11 | 21 | 32 | 66 | —  | — | — | — | — |
| 2006–07    | Lowell Devils               | AHL         | 67 | 7  | 8  | 15 | 15 | —  | — | — | — | — |
| 2007–08    | Lowell Devils               | AHL         | 63 | 16 | 13 | 29 | 33 | —  | — | — | — | — |
| 2008–09    | Lowell Devils               | AHL         | 52 | 2  | 9  | 11 | 30 | —  | — | — | — | — |
| 2009–10    | Lowell Devils               | AHL         | 68 | 15 | 19 | 34 | 26 | 5  | 0 | 1 | 1 | 0 |
| 2010–11    | Albany Devils               | AHL         | 54 | 10 | 20 | 30 | 21 | —  | — | — | — | — |
| 2010–11    | New Jersey Devils           | NHL         | 12 | 0  | 0  | 0  | 6  | —  | — | — | — | — |
| 2011–12    | Albany Devils               | AHL         | 56 | 6  | 10 | 16 | 40 | —  | — | — | — | — |
| 2011–12    | New Jersey Devils           | NHL         | 1  | 1  | 0  | 1  | 0  | 24 | 3 | 4 | 7 | 4 |
| NHL totalt | NHL totalt                  | NHL totalt  | 13 | 1  | 0  | 0  | 6  | 24 | 3 | 4 | 7 | 4 |